# Marita Breuer
Marita Breuer (* 20. Januar 1953 in Düren) ist eine deutsche Schauspielerin.

## Leben
Breuers Vater war Lehrer. Ihr älterer Bruder Wolfgang wurde Jazzmusiker, Komponist und Professor an der Musikhochschule Köln. Schon als Kind besuchte sie gern Aufführungen des Dürener Tournee-Theaters. Sie besuchte zunächst die Musikhochschule in Köln. Dort interessierte sie sich für Tanz und studierte Rhythmik. Nach kurzen Gelegenheitsauftritten in Kölner Theatern entschloss sie sich, Schauspielerin zu werden. 
Breuer studierte von 1975 bis 1978 an der Folkwang Hochschule im Ruhrgebiet Schauspiel. Ihre Arbeitsweise ist durch eine enge Orientierung an der Stanislawski-Methode gekennzeichnet, bei der „der Betroffene versucht, mentale Bilder und Vorstellungen hervorzurufen, die mit einem bestimmten – nämlich dem in der vorliegenden Situation erforderlichen –- Gefühl verbunden sind. Die Gefühlserinnerungen helfen, in der aktuellen Situation das passende Gefühl zu erzeugen“.
Marita Breuer erhielt ihr erstes Theaterengagement am Stadttheater Gießen. Danach spielte sie unter namhaften Regisseuren an verschiedenen großen Bühnen: Unter anderem die Petrowna in Ein Monat auf dem Lande von Turgenjew in der Regie von Horst Siede und das Fräulein in Strindbergs Gespenstersonate in der Regie von Ernst Wendt, beide am Schauspielhaus Köln, Elektra in der Orestie von Aischylos inszeniert von Hansgünther Heyme am Aalto-Theater Essen, die Kristin in Fräulein Julie von Strindberg in der Regie von Roswita Kemper am Düsseldorfer Schauspielhaus. Von 2000 bis 2005 war sie festes Ensemblemitglied am Stadttheater Aachen.
Neben ihrer Tätigkeit am Theater trat sie immer wieder auch in Kino- und Fernsehfilmen auf. Einer breiten Öffentlichkeit wurde sie 1984 als Darstellerin der Maria Simon im ersten Teil der Heimat-Tetralogie von Edgar Reitz bekannt. Sie arbeitet neben ihrer Film-, TV- und Bühnenarbeit auch als Persönlichkeitscoach.
Marita Breuer lebt in Köln.

## Filmografie

### Spielfilme und Fernsehfilme
- 1979: Uns reicht das nicht, Regie Jürgen Flimm
- 1986: Vermischte Nachrichten, Regie: Alexander Kluge
- 1988: Das Winterhaus, Regie: Hilde Lermann
- 1989: Die Hexe von Köln, Regie: Hagen Mueller-Stahl
- 1991: Fremde, liebe Fremde, Regie: Jürgen Bretzinger
- 1992: Geboren 1999, Regie: Kai Wessel
- 1994: Tadesse – warum?, Regie: Christian Baudissin
- 1994: Weihnachten mit Willy Wuff, Regie: Maria Theresia Wagner
- 1996: Deutschlandlied (Fernsehdreiteiler), Regie: Tom Toelle
- 1999: Verschwinde von hier, Regie: Franziska Buch
- 2000: Der Krieger und die Kaiserin, Regie: Tom Tykwer
- 2001: Das schwangere Mädchen, Regie: Bettina Woernle
- 2006: Heimat-Fragmente: Die Frauen, Regie: Edgar Reitz
- 2006: Die Österreichische Methode, Regie: Florian Mischa Böder
- 2007: Die Anruferin, Regie: Filix Randau
- 2007: Der perfekte Schwiegersohn, Regie: Michael Rowitz
- 2007: Rückkehr der Störche, Regie: Martin Repka
- 2007: Zeit zu leben
- 2008: Die dunkle Seite, Regie: Peter Keglevic
- 2008: Keine Angst, Regie: Aelrun Goette
- 2009: Für Miriam, Regie: Lars Gunnar Lotz
- 2009: Berlin 36, Regie: Kaspar Heidelbach
- 2009: This is love, Regie: Matthias Glasner
- 2009: Über den Tod hinaus
- 2010: Ihr mich auch
- 2013: Als meine Frau mein Chef wurde … (Regie: Matthias Steurer)
- 2013: Die andere Heimat, Regie: Edgar Reitz
- 2019: Fast perfekt verliebt, Regie: Sinan Akkuş
- 2019: Sterne über uns, Regie: Christina Ebelt
- 2022: Axiom
- 2022: Ein Wahnsinnstag

### Fernsehserien und -reihen
- 1983: Rote Erde, Regie: Klaus Emmerich
- 1984: Heimat – Eine deutsche Chronik (Fernsehserie, 11 Folgen) Regie: Edgar Reitz
- 1986: Tatort: Schwarzes Wochenende (Fernsehreihe)
- 1988: Ein Fall für zwei (Fernsehserie, Folge Die einzige Chance)
- 1990: Tatort: Howalds Fall
- 1994, 2006: Die Wache (Fernsehserie, verschiedene Rollen, 2 Folgen)
- 1995: Ein Fall für zwei (Fernsehserie, Folge Kleiner Bruder)
- 1997: Tatort: Bombenstimmung
- 1999: Der Fahnder (Fernsehserie, Folge Blutiges Geld)
- 2003: Alarm für Cobra 11 – Die Autobahnpolizei (Fernsehserie, 2 Folgen)
- 2005: Die Rosenheim-Cops (Fernsehserie, Folge Die Leibwächter der schönen Barbara)
- 2006: Die Sitte (Fernsehserie, Folge Machtspiele)
- 2006: Tatort: Gebrochene Herzen
- 2008: Maddin in Love (Fernsehserie, 4 Folgen)
- 2009: Tatort: Borowski und die heile Welt
- 2009: Tatort: Tempelräuber
- 2009, 2015, 2020: SOKO Köln (Fernsehserie, verschiedene Rollen, 3 Folgen)
- 2011: Der Alte (Fernsehserie, Folge Ein passender Tod)
- 2011: Flemming (Fernsehserie, Folge Der Gesang der Schlange)
- 2012: Heiter bis tödlich: Nordisch herb (Fernsehserie, Folge Das Wunder von Husum)
- 2013: Marie Brand und die offene Rechnung (Fernsehreihe)
- 2014: SOKO Wismar (Fernsehserie, Folge Die Leiden des Sammlers)
- 2014: Die Chefin (Fernsehserie, Folge Zahltag)
- 2015: Helen Dorn: Bis zum Anschlag (Fernsehreihe)
- 2015: Herzensbrecher – Vater von vier Söhnen (Fernsehserie, Folge Schwarz zu grau)
- 2016: SOKO Leipzig (Fernsehserie, Folge Bilder im Kopf)
- 2016: Inga Lindström: Willkommen im Leben (Fernsehreihe)
- 2016, 2023: In aller Freundschaft – Die jungen Ärzte (Fernsehserie, verschiedene Rollen, 2 Folgen)
- 2017: Friesland: Krabbenkrieg (Fernsehreihe)
- 2018: Stralsund: Waffenbrüder (Fernsehreihe)
- 2019: Mordshunger – Verbrechen und andere Delikatessen: Wie ein Ei dem anderen (Fernsehfilm zur Serie)
- 2020: Pastewka (Fernsehserie, Staffel 10, Folge 10, Gesamtfolge 99)
- 2020: Tatort: Das fleißige Lieschen
- 2020: Heldt (Fernsehserie, Folge Club der Detektive)
- 2021: Tonis Welt (Fernsehserie, Vox)
- 2022: Bettys Diagnose (Fernsehserie, Folge Ein Versprechen)
- 2022: Der Bozen-Krimi (Fernsehserie, Folge Familienehre)
- 2023: Tatort: Hochamt für Toni
- 2024: In aller Freundschaft (Fernsehserie, Folge Alleingänge)

## Auszeichnungen
- 1984: Bayerischer Filmpreis, Darstellerpreis für Heimat – Eine deutsche Chronik
- 1985: Deutscher Darstellerpreis